# Solarolo (Goito)
Solarolo è una frazione del comune di Goito, in provincia di Mantova.
Alcuni reperti fanno risalire ad un insediamento già all'Età del bronzo.

## Origini del nome
Solarolo deriva da Soleriolum, terra solatia, sgombra da boscaglie. La morfologia del territorio è pianeggiante e solcata da numerosi corsi d'acqua perenni.
La zona è sempre stata abitata fin dal secondo millennio prima di Cristo; si hanno notizie di una comunità cristiana a partire dal Mille d.C.

## Monumenti e luoghi d'interesse

### Architetture religiose
- Chiesa di Santa Margherita Vergine e Martire, del XVIII secolo (lavori ultimati nel 1817).La parrocchia di Solarolo è dedicata a Santa Margherita vergine e martire. È ubicata nel territorio del comune di Goito, ed in parte nei comuni di Rodigo e Ceresara. La chiesa parrocchiale di gusto neoclassico, fu costruita, in poco più di sei mesi, dal 13 aprile al 1 novembre 1817; è a una sola navata con addossate sul fianco destro il campanile, la sagrestia e una cappella dedicata a Sant'Antonio.

### Architetture militari
- Torre gonzaghesca, del XV secolo, facente parte di una corte rurale

## Bibliografia

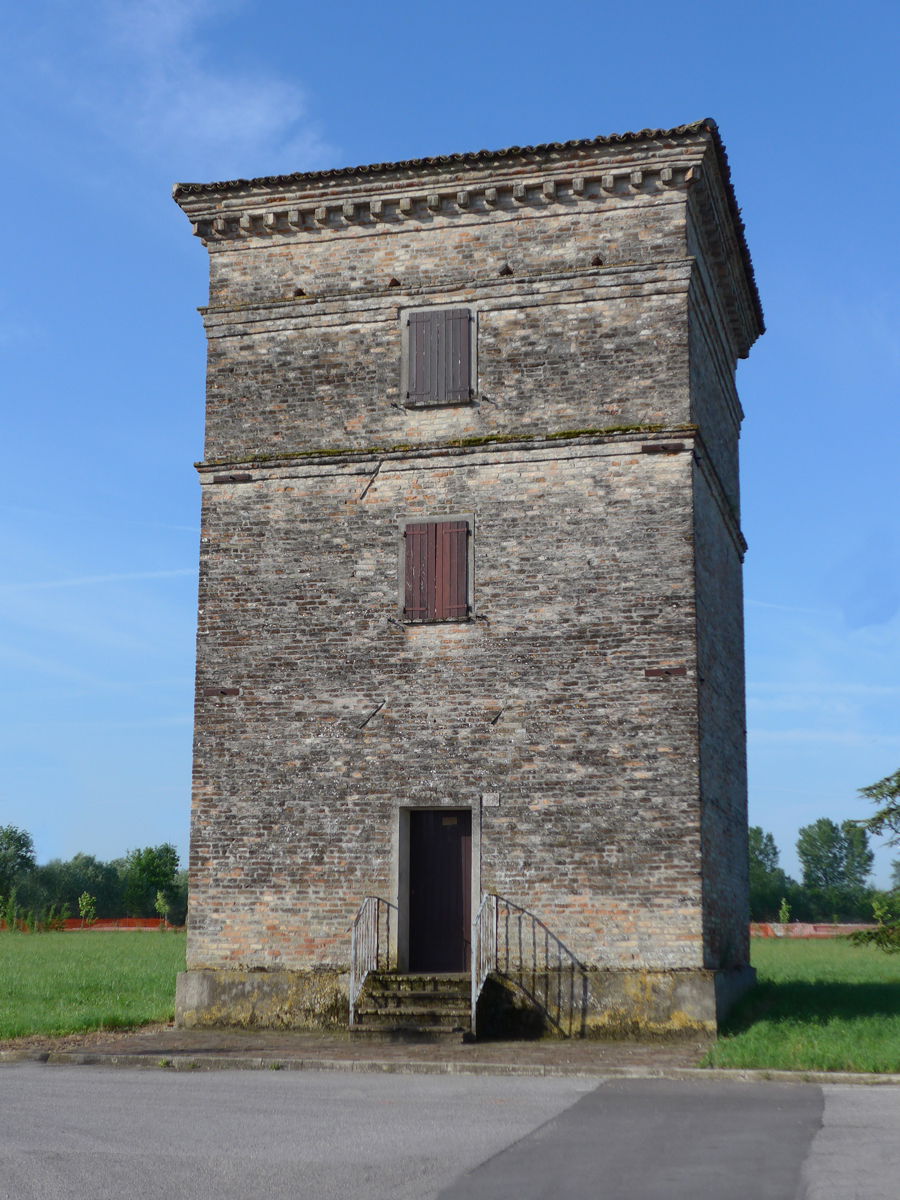
Solarolo di Goito, torre gonzaghesca.

### Architetture civili
- Palazzo Sagramoso